# Дабида (язык)
Язык дабида (самоназв. kiɗαßiɗα) — язык, распространённый в юго-восточной части Кении.

## Генеалогическая и ареальная информация
Язык дабида принадлежит к семье бенуэ-конго, внутри которой вместе с языками касигау и сагала образует группу таита (зона Е языков банту по классификации М. Гасри). Представлен совокупностью близкородственных территориальных диалектов: кимбололо, кимбало, кибура, киберуга, кичавуа, кимванда, киджоса.
Различия между диалектами дабида касаются преимущественно фонетической системы, в меньшей степени они затрагивают лексику. В грамматике между диалектами наблюдаются лишь некоторые незначительные расхождения.

## Социолингвистическая информация
Число носителей языка составляет 254,000 человек (по данным переписи 2009 года), в основном из народа таита. Дабида используется людьми всех возрастов и является языком домашнего общения, а также некоторых социальных групп. Большинство носителей также владеет языком суахили.
Единой литературной нормы у языка нет. Для записи используется расширенный латинский алфавит.

## Фонология

### Гласные фонемы
В языке дабида есть 5 гласных фонем:
| Подъём  | Передний ряд | Средний ряд | Задний ряд |
| ------- | ------------ | ----------- | ---------- |
| Верхний | i            |             | u          |
| Средний | e            |             | o          |
| Нижний  |              | a           |            |

Дифтонгов в дабида нет. Гласные всегда силлабичны и не подвержены редукции.
Вокалическая система дабида характеризуется различными проявлениями сингармонизма.

### Согласные фонемы
|             | Губно-губные | Губно-зубные | Переднеязычные | Среднеязычные | Заднеязычные |
| ----------- | ------------ | ------------ | -------------- | ------------- | ------------ |
| Взрывные    | p, b         |              | t, d           |               | k, g         |
| Аффрикаты   |              |              | tʃ, dʒ         |               |              |
| Имплозивные | ɓ            |              | ɗ              |               |              |
| Носовые     | m            |              | n              | ɲ             | ŋ            |
| Боковые     |              |              | l              |               |              |
| Дрожащие    |              |              | r              |               |              |
| Фрикативные | ß            | f, v         | s, ʃ, z        |               | h, ɣ         |
| Полугласные | ṷ            |              |                | ḽ             |              |

В составе слова согласные занимают начальную и медиальную позиции, но никогда не финальную, поскольку обязательной фонологической характеристикой слова дабида является гласный исход. Консонантные комплексы СС в языке дабида являются достаточно распространенными, они реализуются следующим образом :
- слогообразующая морфема ṃ- + любой согласный;
- согласный + полугласный w (графическое изображение ṷ);
- носовые m или n + смычные b, ɓ, d, ɗ, g, j, с которыми носовые образуют соответственно гоморганные сочетания mb, mb, md, nd, nd, ng, nj. Консонантные комплексы nt, nb, nɓ, nß, nv, nl не допускаются и всегда переходят соответственно в nd, mb, mb, mb, mv, nd вследствие регрессивной ассимиляции.

Стечение трех согласных ССС реализуется в дабида в виде консонантной группы: гоморганный неслогообразующий носовой + смычные b, d, g, j + полугласный w.

### Слог
Наиболее характерные для дабида тип слога — прикрыто-открытый. Он представлен фонемными сочетаниями:
- CV;
- CCV;
- CCCV.

Допустимыми в языке являются также:
- неприкрыто-открытый слог V;
- слог, образованный носовой фонемой m, когда та имеет морфемный статус и её слогообразующий характер отражает исчезновение в данной морфеме гласной u. Исходная форма mu- морфемы ṃ- сохраняется в сочетании с односложными основами.

Количественно явно преобладает комплекс CV. Слоги CCCV, в отличие от слогов СV и ССV, способных занимать в слове любую позицию , не могут начинать слово.

### Слово
Типичной чертой слова в дабида является многослоговость. Односложных слов насчитывается чуть более десятка, и почти все они являются служебными.

### Ударение
Просодическая система дабида не изучена, однако, по мнению М. Гасри, дабида — тоновый язык, в котором различаются по крайней мере два фонологически значимых тона.
Словесное ударение в дабида — квантитативно-динамическое, фиксированное на предпоследнем слоге. В многосложных словах возникает дополнительное ударение.

## Типологическая характеристика

### Тип (степень свободы) выражения грамматических значений
По типу выражения грамматических значений дабида следует отнести к синтетическим языкам: четко прослеживается граница между словами, грамматические значения выражаются внутри слова посредством суффиксов. Личные местоимения при отсутствии эмфазы обычно не выступают в качестве подлежащего или дополнения, а выражаются  только при помощи субъектного и объектного глагольного показателя соответственно.
Настоящее актуальное:
nde-ɗi-ße-lol-α
отриц.-1мн.ч.-наст.вр.-искать-имперф.
'Мы не ищем.'
Будущее время:
Ø-nyumbα nde-i-chα-αk-α
IXкл.-дом отриц.-IXкл.субъект.-буд.вр.-гореть-имперф.
'Дом не загорится.'
Однако существует также тенденция к аналитизму при выражении каузатива, который может быть представлен сочетанием глагола -ɓony-α 'делать' в любой финитной форме со знаменательным глаголом в форме желательно-побудительного наклонения:
mαo(< mαmα wαpo) u-kα-ßi-ɓony-α ß-αnα ßi-j-e
Iкл.-мать Iкл.субъект.-прош.вр.-IIкл.объект.-делать-имперф. IIкл.-ребёнок IIкл.-есть-перф.
'Мать заставляла детей есть.'

### Характер границы между морфемами
Язык дабида следует отнести к агглютинативным языкам по характеру границ между морфемами. Особого внимания служат производные формы глаголов, которые образуются при помощи словообразовательных суффиксальных формативов.
kesho ni-chα-ch-α kwαko
завтра 1ед.ч.-буд.вр.-приходить-имперф. к тебе
'Завтра я приду к тебе.'
n-golo i-kα-m-ɓαr-ik-α
IXкл.-сердце IXкл.субъект.-прош.вр.-Iкл.объект.-разбивать-квази/пасс.-имперф.
'Его сердце разбилось.'

### Тип маркирования

#### Маркирование в именной группе
Отношения принадлежности в дабида передаются при помощи референционной частицы -α, которая занимает срединную позицию в продуктивной аналитической модели  N1 + -α + N2, где N1 — качество или предмет обладания, а N2  — обладатель, и -α согласуется по классу с N1:
ßα-ndu ß-α Kenyα
IIкл.-человек IIкл.реф.-реф.частица Кения
'Народ Кении.'
m-ghongo ghw-α mu-ndu
IIIкл.-спина IIIкл.реф.-реф.частица IIкл.-человек
'Спина человека.'
Таким образом, можно высказать предположение, что в языке дабида зависимостное маркирование в посессивной именной группе.

#### Маркирование в предикации
В дабида представлено вершинное маркирование в предикации, причем в любом сказуемом непременно имеется указание на подлежащее в виде субъектного классного показателя. Например, в предложении mɗißi ukαßusα ndαnα морфема u- глагола u-kα-ßusα (букв. "I кл. субъект. - прош. вр. - брать - имперф.") указывает на подлежащее, выраженное существительным Iого класса. Указание на объектный глагольный показатель факультативно при нейтральном словопорядке:
m-ghosi wα-ßiα-i-kαɓα m-buri
Iкл.-старик Iкл.субъект.-наст.вр.-IXкл.объект.-бить IXкл.-коза
'Старик бьёт козу.'
m-ghosi wα-ßiα-sikira lu-mbo
'Iкл.-старик Iкл.субъект.-наст.вр.-слушать XIкл.-песня'

### Тип ролевой кодировки
В языке дабида ролевая кодировка проявляется в местоименных и согласовательных показателях в глаголе.

### Базовый порядок слов
В простых полных предложениях в языке дабида доминирует порядок слов SVO:
m-ɗißi u-kα-ßus-α n-dαnα
Iкл.-охотник Iкл.субъект.-прош.вр.-брать-имперф. IXкл.-лук
'Охотник взял лук.'
Предикативная синтагма SV — минимально необходимая:
mw-αnα wα-ßiα-j-α
Iкл.-ребёнок Iкл.субъект.-наст.вр.-есть-имперф.
'Ребёнок ест.'
Также в предложении возможен порядок OSV, позволяющий эмфатически выделить дополнение.

## Морфологические особенности

### Категория именного класса
Наиболее яркой типологической особенностью языка дабида, как и любого языка банту, является наличие системы классов имен существительных. Именной класс считается в языках банту основной классифицирующей категорией существительного, которая реализуется в группе существительного. Каждому согласовательному именному классу соответствует согласовательная парадигма  как совокупность всех элементов, обеспечивающих согласование.
В языке дабида имеется 15 согласовательных классов:
| Номер класса    | Пример существительного | Перевод                |
| --------------- | ----------------------- | ---------------------- |
| I класс:        | ṃ-ndu                   | 'человек, мужчина'     |
| Iа подкласс:    | Ø-αɓα                   | 'отец'                 |
| II класс:       | ßα-ndu                  | 'люди, мужчины'        |
| IIа подкласс:   | Ø-αɓα                   | 'отцы'                 |
| III класс:      | ṃ-ɗi                    | 'дерево'               |
| IV класс:       | mi-ɗi                   | 'деревья'              |
| V класс:        | i-ßαßα                  | 'крыло'                |
| VI класс:       | mα-ßαßα                 | крылья'                |
| VII класс:      | ki-furute               | 'бабочка'              |
| VIII класс:     | vi-furute               | 'бабочки'              |
| IX класс:       | m-beßα                  | 'крыса'                |
| X класс:        | m-beßα                  | 'крысы'                |
| XI класс:       | lu-mu                   | 'факел'                |
| XII класс:      | kα-kiɗasi               | 'маленькая корзиночка' |
| XIII класс:     | ɗu-kiɗasi               | 'маленькие корзиночки' |
| XIV класс:      | ku-shomα                | 'чтение'               |
| XIV а подкласс: | ku-ghu                  | 'нога'                 |
| XV класс:       | α-ndu                   | 'место, места'         |

Количественная оппозиция "единичность — множественность" в языке дабида проявляется только в пределах классной системы, т. е. существительное нельзя изменить по числу, не изменив одновременно по классу, поскольку в языка банту число есть одно из грамматических значений именного префикса.

### Указательные местоимения
Характерной чертой указательных местоимений в языке дабида является наличие трех ступеней дейксиса.
| Ступени дейксиса | Атрибутивные указательные местоимения | Предикативные указательные местоимения               |
| ---------------- | ------------------------------------- | ---------------------------------------------------- |
| I                | этот, эти                             | вот этот/эти рядом                                   |
| II               | (э)тот упомянутый, эти/те упомянутые  | вон/вот (э)тот неподалёку, вон/вот эти/те неподалёку |
| III              | тот, те                               | тот/те далеко                                        |

### Производные формы глаголов
Для характеристики  глагола дабида существенную роль играет система присущих ему словообразовательных суффиксальных формативов, которые служат средством выражения в глаголе многообразных деривационных категорий. Деривационные суффиксы присоединяются к глагольному корню способом агглютинации. В составе производной основы корень не подвергается фонетическим изменениям. Исключением является типичное для языков банту чередование k//s, возникающее перед передним i суффикса каузатива: -ßuk-α — -ßus-ir-α, 'просыпаться' — 'будить'.

#### Аппликативная (направительная) форма глагола
Суффикс аппликатива реализуется в дабида в виде трех алломорфов -i-/-e-, -ir-/-er-, -ri-/-re-, каждый из которых  представлен двумя вариантами, сингармонически обусловленными вокализмом конкретного корня. Особое значение аппликатива — направленность действия:
- -ßeser-α — -ßeser-e-α, 'ждать' — 'ждать ради кого-либо';
- -ɓok-α — -ɓok-e-α, 'лаять' — 'лаять на кого-либо'.

#### Каузативная форма глагола
Суффикс каузатива представлен в глаголе алломорфами -r-, -ir-/-er-, -osh, -ish/-esh, -is/-es. Основное содержание каузативного глагола — побудить или принудить кого-либо совершить действие, обозначенное исходным глаголом:
- -ßαb-α — -ßαß-ir-α, 'болеть' — 'причинять боль';
- -om-α — -om-esh-α, 'сохнуть' — 'сушить'.

#### Квази-пассивная (стативная) форма глагола
Суффикс представлен алломорфами -k-, -ik-/-ek-. Квази-пассивные глаголы:
1. называют действие, совершаемое в самом субъекте; обозначают изменение физического или психического состояния субъекта;
2. выражают возможность (при отрицании — невозможность) действия, называемого исходным глаголом.

Примеры глаголов:
- -ghulu-α — -ghulu-k-α, 'менять' — 'изменяться';
- -mαny-α — -mαny-ik-α, 'знать' — 'быть известным, быть узнаваемым'.

#### Реципрокная форма глагола
Суффикс реципрока -αn- передает значение действия, совершаемого двумя или несколькими субъектами по отношению к друг другу:
- -ɓwαgh-α — -ɓwαgh-an-α, 'убивать' — 'убивать друг друга';
- -rαsh-α — -rαsh-αn-α, 'ругать' — 'ссориться, ругаться'.

#### Ассоциативная форма глагола
Глагольная основа, содержащая суффикс ассоциатива -αny-, описывает совместное действие двух или нескольких субъектов, указывает на их соучастие в общем действии:
- -ɗeɗ-α — -ɗeɗ-αny-α, 'говорить' — 'беседовать';
- -kαi-α — -kαi-αny-α, 'жить' — 'проживать совместно'.

#### Реверсивная форма глагола
Суффиксом реверсива является -u-. Он обозначает действие, обратное тому, которое выражено исходным глаголом:
- -el-α — -el-u-α, 'светлеть' — 'темнеть';
- -rw-α — -r-u-α, 'надевать' — 'снимать';

#### Редупликация
Редупликация является ещё одним способом образования мотивированных глаголов. Вследствие удвоения глагол приобретает значение многократности, интенсивности:
- -lil-α 'плакать' > -lil-α-lil-α 'рыдать навзрыд';
- -mαr-α 'бродить, кружить' > -mαr-α-mαr-α 'рыскать'.